# Anthony van Diemen
Anthony van Diemen talvolta citato anche come anche Antonie, Antonio, Anton o Antonius (Culemborg, 1593 – Batavia, 19 aprile 1645), governatore generale delle Indie orientali olandesi.

## Biografia
Nacque nei Paesi Bassi, figlio di Meeus Anthonisz van Diemen e Christina Hoevenaar. Nel 1616 si trasferì ad Amsterdam, nella speranza di accrescere la sua fortuna come mercante, ma ben presto fu dichiarato fallito. Dopo un anno divenne un servitore della Compagnia olandese delle Indie orientali e salpò per Batavia (oggi Giacarta), capitale delle Indie orientali olandesi. Durante il viaggio, l'imbarcazione della classe East Indiaman, Mauritius, fece casualmente scalo su una costa sconosciuta dell'Australia.
Il governatore Jan Pieterszoon Coen trovò in van Diemen le doti di un funzionario di talento e nel 1626 lo nominò Direttore Generale del Commercio e membro del Consiglio per le Indie. Nel 1630 sposò Maria van Aelst. Un anno dopo tornò nei Paesi Bassi come ammiraglio sulla nave Deventer.
Durante il viaggio verso le Indie, nel 1633, Van Diemen avvistò e chiamò l'isola Amsterdam, dal nome della sua nave dell'epoca, Nieuw Amsterdam.
Nel 1635 fu nominato governatore generale delle Indie orientali olandesi e la sua nomina entrò in vigore il 1º gennaio 1636. I nove anni di Van Diemen come governatore generale furono di successo e importanti sia per la colonia che per il successo commerciale della Compagnia Olandese delle Indie orientali. Dedicò gran parte delle sue energie all'espansione del potere della compagnia in tutto il sud-est asiatico. Sotto il suo governo si stabilì il potere olandese a Ceylon (oggi Sri Lanka) via Trincomalee.
Van Diemen è ricordato soprattutto per i suoi sforzi per promuovere l'esplorazione della "Grande Terra del Sud" (Australia), che portarono a "gli ultimi e più ambiziosi viaggi olandesi del secolo". Il primo viaggio sotto la sua energica amministrazione fu intrapreso entro tre mesi dal suo arrivo a Batavia; partendo dalla penisola di Capo York le sue navi dovevano tracciare le coste sconosciute, ma l'impresa finì con un fallimento, quando il suo comandante fu ucciso dagli indigeni della Nuova Guinea, e le navi tornarono indietro. Nel 1639 commissionò due viaggi al nord, alla ricerca delle "Isole Oro e Argento" che i rapporti spagnoli collocavano nel Pacifico settentrionale ad est del Giappone, e inviò Maarten Gerritsz Vries ad esplorare le coste della Corea e della "Tartaria"; anche questi tornarono senza ottenere risultati. Imperterrito, Van Diemen incaricò Francoijs Visscher di elaborare un piano per nuove scoperte. Visscher tracciò tre diverse rotte e van Diemen decise, nell'agosto del 1642, di inviare Abel Janszoon Tasman, accompagnato da Visscher, alla ricerca della Great South Land, che Tasman avrebbe presto soprannominato "Nieuw Holland". 
Nel novembre 1642, in direzione est da Mauritius alla latitudine 44 e mancando la costa meridionale del continente australiano, Tasman avvistò terra in quella che oggi è la costa occidentale dell'isola di Tasmania, e seguì la costa meridionale a est. Tasman inviò un gruppo a terra a Blackman Bay, sulla penisola di Tasman, che piantò una bandiera e incontrò alcuni abitanti. Credendo di aver trovato un vasto territorio, Tasman lo chiamò Terra di Van Diemen in onore del suo patrono.
Van Diemen è anche commemorato nel Golfo di Van Diemen, sulla costa dell'Australia settentrionale. Commissionò ad Abel Tasman un ulteriore viaggio nel 1644, ma morì nel 1645 a Batavia, nelle Indie orientali olandesi. La compagnia concesse a sua moglie un'elevata pensione e lei si ritirò nei Paesi Bassi.
Il suo nome è perpetuato nel nome del punto più occidentale dell'Isola del Nord della Nuova Zelanda, Cape Maria van Diemen, nominato da Tasman nel 1643, e da Maria Island al largo della costa orientale della Tasmania. È una delle uniche due località geografiche della Nuova Zelanda ad avere il nome dato loro da Tasman, l'altra è Isole dei Tre Re.
Van Diemen diede anche il suo nome a Fort Antonio nell'odierno Distretto di Tamsui alla foce del fiume Tamsui nel nord di Taipei, Taiwan, che fu costruito dagli olandesi sul sito di un forte spagnolo abbandonato in un'area storica ora conosciuta come Forte Santo Domingo, il cui nome causa una continua confusione sul nome effettivo dell'edificio principale del forte insieme alle sue origini olandesi.
Nel 1842 il velenoso genere Demansia dell'Australia e di Papua meridionale, l'elapido "serpente frusta", fu chiamato in onore di van Diemen da John Edward Gray del British Museum di Londra.